# Championnats du monde d'escrime en fauteuil 2010
Navigation
Édition précédente Édition suivante
Les championnats du monde d'escrime en fauteuil 2010 se sont tenus au Grand Palais, à Paris, simultanément aux championnats du monde des valides du 4 au 11 novembre 2010. Les finales en fauteuil précédaient les finales valides. 

## Calendrier
| Pictogramme Escrime | Pictogramme Escrime | Pictogramme Escrime |               |               | 2              | 2              | 2              | 2              | 2              | 2              |  |           |
| Cérémonies          | Cérémonies          | Cérémonies          |               |               | Ouverture      |                |                |                |                |                |  | Fermeture |
| Épée individuelle   | Épée individuelle   | Épée individuelle   | Éliminatoires | Éliminatoires |                |                | Femmes/ Hommes |                |                |                |  |           |
| Épée par équipes    | Épée par équipes    | Épée par équipes    |               |               |                |                |                |                |                | Femmes/ Hommes |  |           |
| Fleuret individuel  | Fleuret individuel  | Fleuret individuel  | Éliminatoires | Éliminatoires |                | Femmes/ Hommes |                |                |                |                |  |           |
| Fleuret par équipes | Fleuret par équipes | Fleuret par équipes |               |               |                |                |                |                | Femmes/ Hommes |                |  |           |
| Sabre individuel    | Sabre individuel    | Sabre individuel    | Éliminatoires | Éliminatoires | Femmes/ Hommes |                |                |                |                |                |  |           |
| Sabre par équipes   | Sabre par équipes   | Sabre par équipes   |               |               |                |                |                | Femmes/ Hommes |                |                |  |           |

|  | Cérémonies |  | Jour de compétition |  | Jour de finale |

## Médaillés
Les mentions A, B et C correspondent à différentes catégories :
- catégorie A : avec équilibre du tronc ;
- catégorie B : sans équilibre du tronc ;
- catégorie C : tétraplégique.

Les épreuves par équipes ne tiennent pas compte de cette classification.

### Podiums masculins
| Épreuves                  | Or                                                                            | Argent                                                                            | Bronze                                                                                       |
| ------------------------- | ----------------------------------------------------------------------------- | --------------------------------------------------------------------------------- | -------------------------------------------------------------------------------------------- |
| Épée individuelle cat. A  | Tian Jianquan (en)                                                            | Dariusz Pender (en)                                                               | Matteo Betti (en) Andryi Demchuk (en)                                                        |
| Épée individuelle cat. B  | Hu Daoliang                                                                   | Alim Latrèche                                                                     | Pierre Mainville Marc-André Cratère                                                          |
| Épée individuelle cat. C  | Sergeï Barinov                                                                | Oleksyi Sundiyev                                                                  | Adam Michalowski William Russo                                                               |
| Épée par équipes          | France- Robert Citerne - Marc-André Cratère - Romain Noble - David Maillard   | Pologne- Norbert Całka - Grzegorz Pluta (en) - Radosław Stańczuk - Dariusz Pender | Chine- Hu Daoliang - Zhang Lei - Tian Jianquan                                               |
| Fleuret individuel cat. A | Ye Ruyi                                                                       | Lei Zhang                                                                         | Matteo Betti Ivan Andreiev (en)                                                              |
| Fleuret individuel cat. B | Hu Daoliang (en)                                                              | Pál Szekeres                                                                      | Laurent François Alim Latrèche                                                               |
| Fleuret individuel cat. C | Sergeï Barinov                                                                | Oleksyi Sundiyev                                                                  | William Russo Fabrice Moufle                                                                 |
| Fleuret par équipes       | Chine- Hu Daoliang - Zhang Lei - Ye Ruyi                                      | Russie- Timur Khamatshin - Marat Yusupov - Sergeï Frolov - Ivan Andreïev          | France- Laurent François - Alim Latrèche - Ludovic Lemoine - Damien Tokatlian                |
| Sabre individuel cat. A   | Tian Jianquan                                                                 | Ye Ruyi                                                                           | Sergeï Frolov Romain Noble                                                                   |
| Sabre individuel cat. B   | Laurent François                                                              | Anton Datsko                                                                      | Marc-André Cratère Alessio Sarri                                                             |
| Sabre par équipes         | France- Marc-André Cratère - Laurent François - Moez El Assine - Romain Noble | Hong Kong- Tam Chik Sum (en) - Leung Fai Shing - Chan Wing Kin                    | Grèce- Georgios Alexakis - Gerasimos Pylarinos - Panayiótis Triantafýllou - Emmanouil Bogdos |

### Podiums féminins
| Épreuves                  | Or                                                                  | Argent                                                                      | Bronze                                                              |
| ------------------------- | ------------------------------------------------------------------- | --------------------------------------------------------------------------- | ------------------------------------------------------------------- |
| Épée individuelle cat. A  | Yu Chui Yee                                                         | Zsuzsanna Krajnyák (en)                                                     | Justine Ng Fan Pui Shan                                             |
| Épée individuelle cat. B  | Saisunee Jana                                                       | Chan Yui Chong (en)                                                         | Marta Makowska Simone Briese-Baetke (de)                            |
| Épée par équipes          | Hong Kong- Justine Ng - Chan Yui Chong - Fan Pui Shan - Yu Chui Yee | Pologne- Renata Burdon - Marta Makowska - Marta Fidrych - Dagmara Witos-Eze | Ukraine- Tetiana Pozniak - Iryna Lukyanenko - Alla Gorlina          |
| Fleuret individuel cat. A | Yu Chui Yee                                                         | Rong Jing                                                                   | Fan Pui Shan Justine Ng                                             |
| Fleuret individuel cat. B | Chan Yui Chong                                                      | Yao Fang                                                                    | Saisunee Jana Gyöngyi Dani (en)                                     |
| Fleuret par équipes       | Hong Kong- Justine Ng - Chan Yui Chong - Fan Pui Shan - Yu Chui Yee | Hongrie- Judit Pálfi - Zsuzsanna Krajnyák - Gyöngyi Dani - Veronika Juhász  | Allemagne- Simone Briese-Bätke - Zarife Imeri - Annabel Breuer (en) |
| Sabre individuel cat. A   | Albina Kumrashina                                                   | Renata Burdon                                                               | Loredana Trigilia (en) Anastasiya Pavlova                           |

## Tableau des médailles
| Rang  | Nation    | Or | Argent | Bronze | Total |
| ----- | --------- | -- | ------ | ------ | ----- |
| 1     | Chine     | 6  | 4      | 1      | 11    |
| 2     | Hong Kong | 5  | 2      | 4      | 11    |
| 3     | France    | 3  | 1      | 7      | 11    |
| 4     | Russie    | 3  | 1      | 3      | 7     |
| 5     | Thaïlande | 1  | 0      | 1      | 2     |
| 6     | Pologne   | 0  | 4      | 2      | 6     |
| 7     | Ukraine   | 0  | 3      | 2      | 5     |
| 8     | Hongrie   | 0  | 3      | 1      | 4     |
| 9     | Italie    | 0  | 0      | 6      | 6     |
| 10    | Allemagne | 0  | 0      | 1      | 1     |
| 10    | Canada    | 0  | 0      | 1      | 1     |
| 10    | Grèce     | 0  | 0      | 1      | 1     |
| Total | Total     | 18 | 18     | 30     | 66    |